# 11. poprawka do Konstytucji Stanów Zjednoczonych

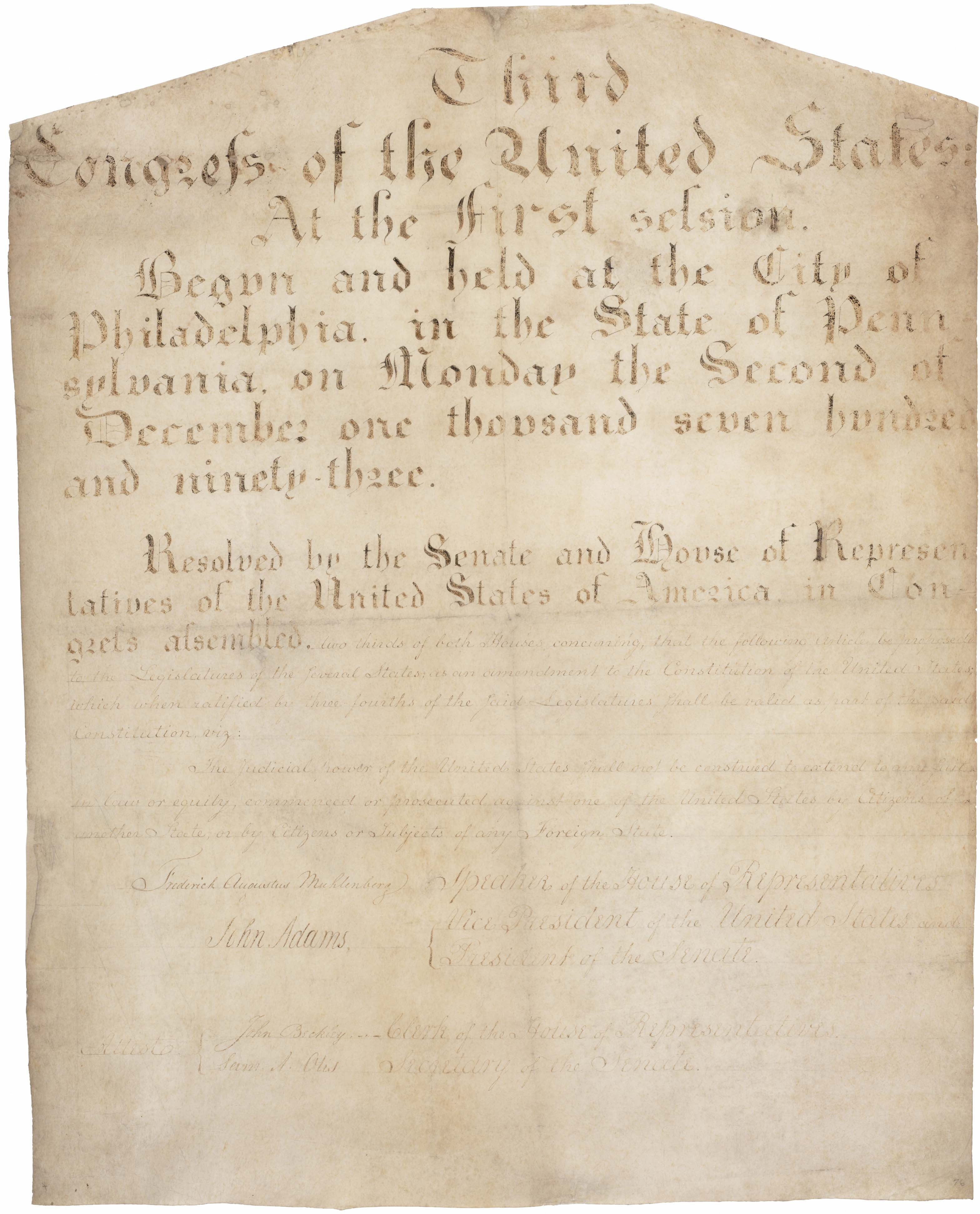
Oryginał 11. poprawki do Konstytucji Stanów Zjednoczonych

11. poprawka do Konstytucji Stanów Zjednoczonych dotyczy prawa występowania z powództwem wobec indywidualnych stanów. Została uchwalona przez Kongres Stanów Zjednoczonych 4 marca 1794 i weszła w życie 7 lutego 1795 roku.
Poprawka została uchwalona jako reakcja na decyzję Sądu Najwyższego w sprawie Chisholm v. Georgia, w której dwóch obywateli stanu Karolina Południowa popierających Wielką Brytanię podczas wojny o niepodległość Stanów Zjednoczonych wniosło o wypłacenie im odszkodowania przez stan Georgia za skonfiskowany majątek. W swoim werdykcie z 1793 roku Sąd Najwyższy uznał konstytucyjne prawo indywidualnych obywateli jednych stanów do wnoszenia skarg na inne stany. Ten kontrowersyjny precedens został uchylony poprzez uchwalenie 11. poprawki.

## Treść
W oryginale poprawka stanowi, że:

The Judicial power of the United States shall not be construed to extend to any suit in law or equity, commenced or prosecuted against one of the United States by Citizens of another State, or by Citizens or Subjects of any Foreign State.

co można przetłumaczyć jako:

Władzy sądowej Stanów Zjednoczonych nie należy rozumieć w taki sposób, jakoby rozciągała się na jakiekolwiek powództwo wytoczone lub dochodzone według zasad prawa lub słuszności przeciwko jednemu ze zjednoczonych stanów przez obywateli innego stanu albo przez obywateli lub poddanych jakiegokolwiek państwa obcego.

## Ratyfikacja[1]
Zgodnie z trybem ratyfikacji poprawek przewidzianym w piątym artykule Konstytucji Stanów Zjednoczonych poprawka weszła w życie wraz z ratyfikacją jej przez dwanaście stanów. Poprawka weszła w życie po ratyfikacji jej przez Karolinę Północną 7 lutego 1795 roku. Już po wejściu w życie poprawka została jeszcze symbolicznie ratyfikowana przez Karolinę Południową. Stany Pensylwania i New Jersey nie wypowiedziały się w sprawie 11. poprawki.
| #  | Stan                | Data ratyfikacji  |
| -- | ------------------- | ----------------- |
| 1  | Nowy Jork           | 27 marca 1794     |
| 2  | Rhode Island        | 31 marca 1794     |
| 3  | Connecticut         | 8 maja 1794       |
| 4  | New Hampshire       | 16 czerwca 1794   |
| 5  | Massachusetts       | 26 czerwca 1794   |
| 6  | Vermont             | 9 listopada 1794  |
| 7  | Wirginia            | 18 listopada 1794 |
| 8  | Georgia             | 29 listopada 1794 |
| 9  | Kentucky            | 7 grudnia 1794    |
| 10 | Maryland            | 26 grudnia 1794   |
| 11 | Delaware            | 23 stycznia 1795  |
| 12 | Karolina Północna   | 7 lutego 1795     |
| 13 | Karolina Południowa | 4 grudnia 1797    |